# ブルノ本駅
ブルノ本駅（チェコ語: Brno hlavní nádraží）は、チェコ・南モラヴィア州の州都ブルノにある主要鉄道駅である。チェコの鉄道駅では一番古い駅の一つで、1839年に開業している。現在の駅舎は1904年に完成したアール・ヌーヴォー調の華麗な建物であるが、過去の改修工事で内装は改変されている。ブルノ本駅は州都ブルノへの玄関口としての役割だけでなく、鉄道路線上の拠点としても重要な駅でチェコ国内の幹線(ジェチーン-プラハ-パルドゥビツェ-ブルノ-ブジェツラフ)の列車やドイツやスロバキア、ハンガリーなど周辺国へ向かう国際列車が経由する。首都プラハやオーストリアのウィーンへはチェコ鉄道が誇るペンドリーノ車両によるスーパーシティが運行されている。
現在、ブルノ本駅は容量限界から拡張が計画されているが周辺部が歴史的な地区であることから、そのままでは無理なため、離れた場所に新しい駅の建設が計画中である。

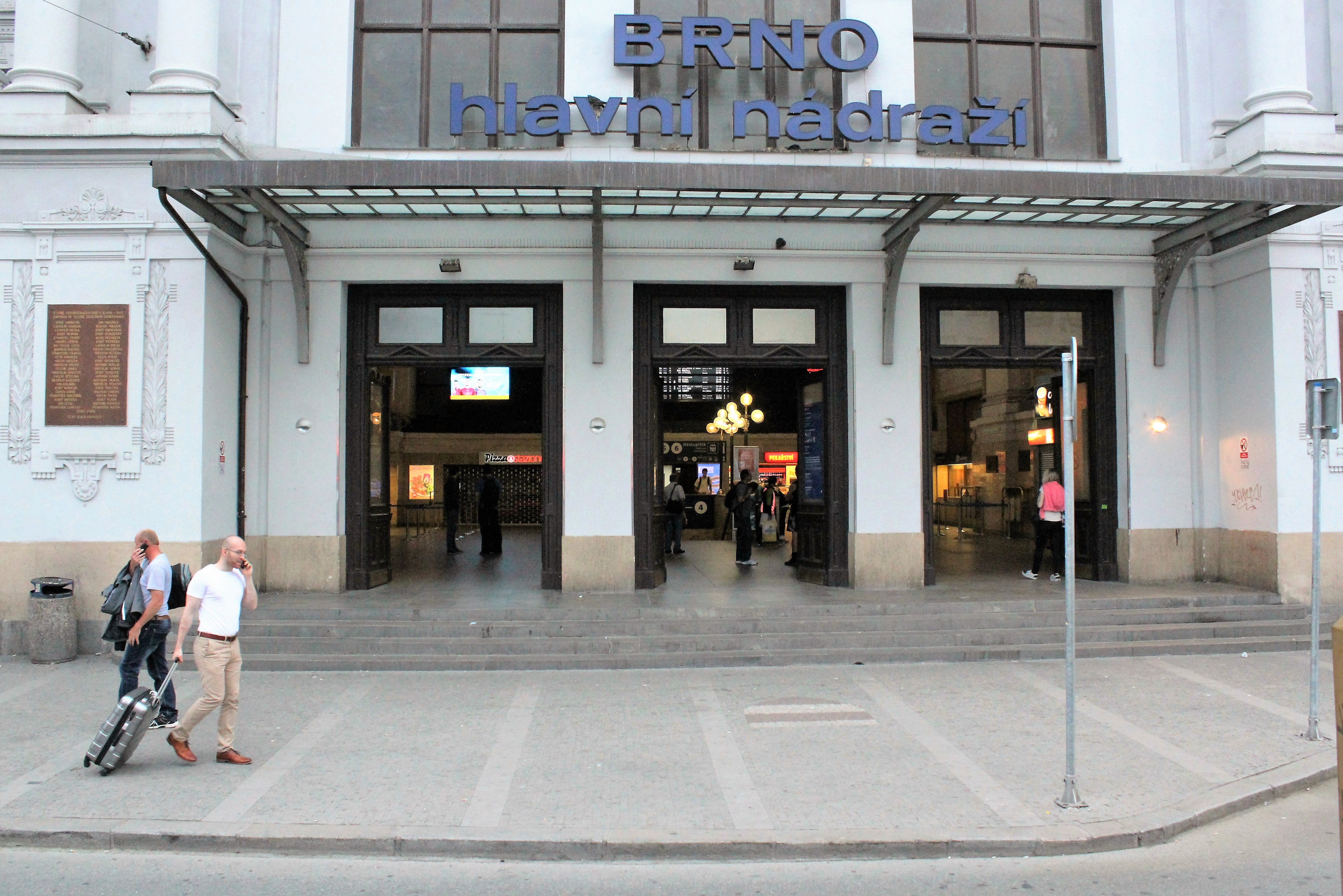
エントランス
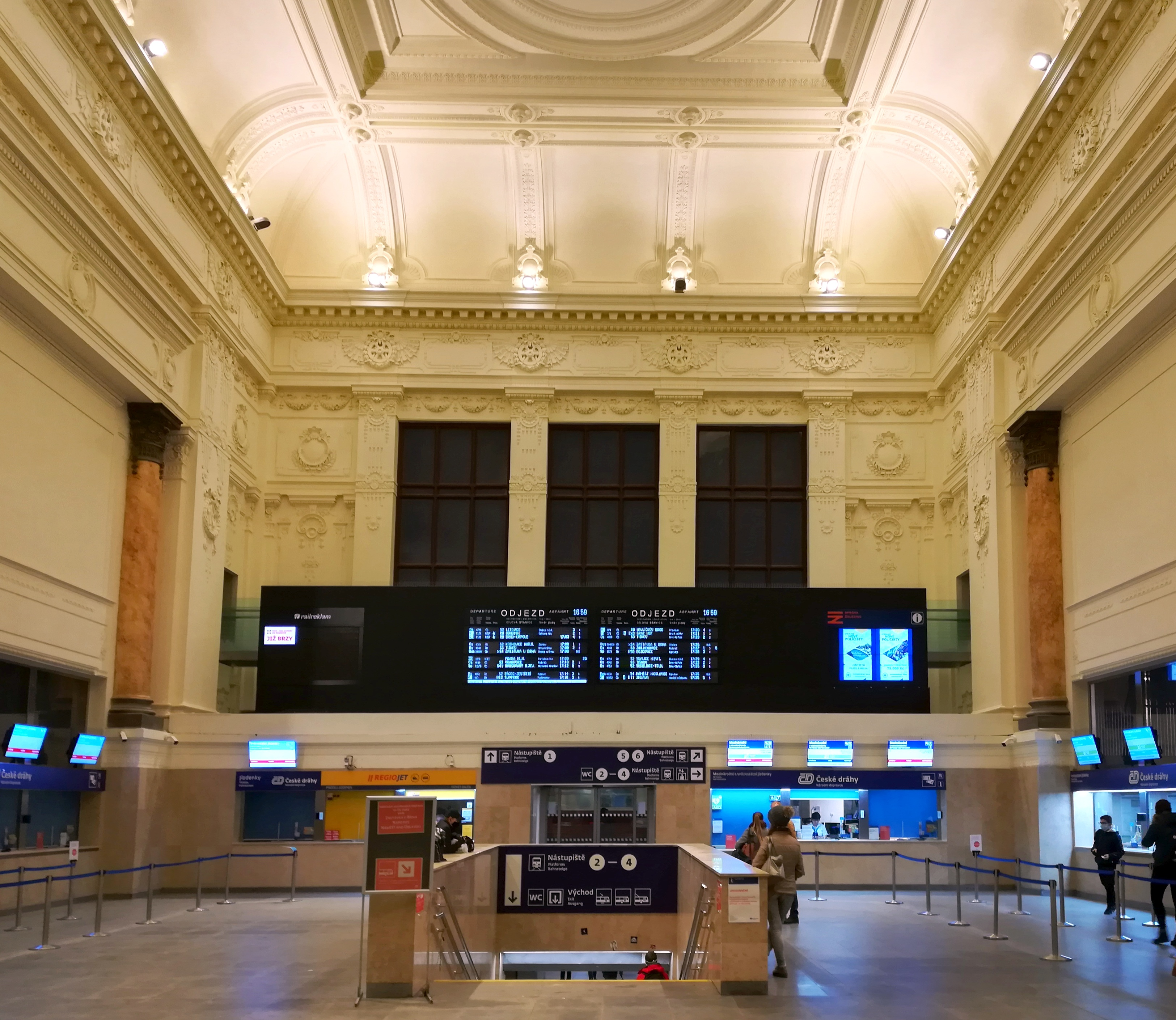
コンコース
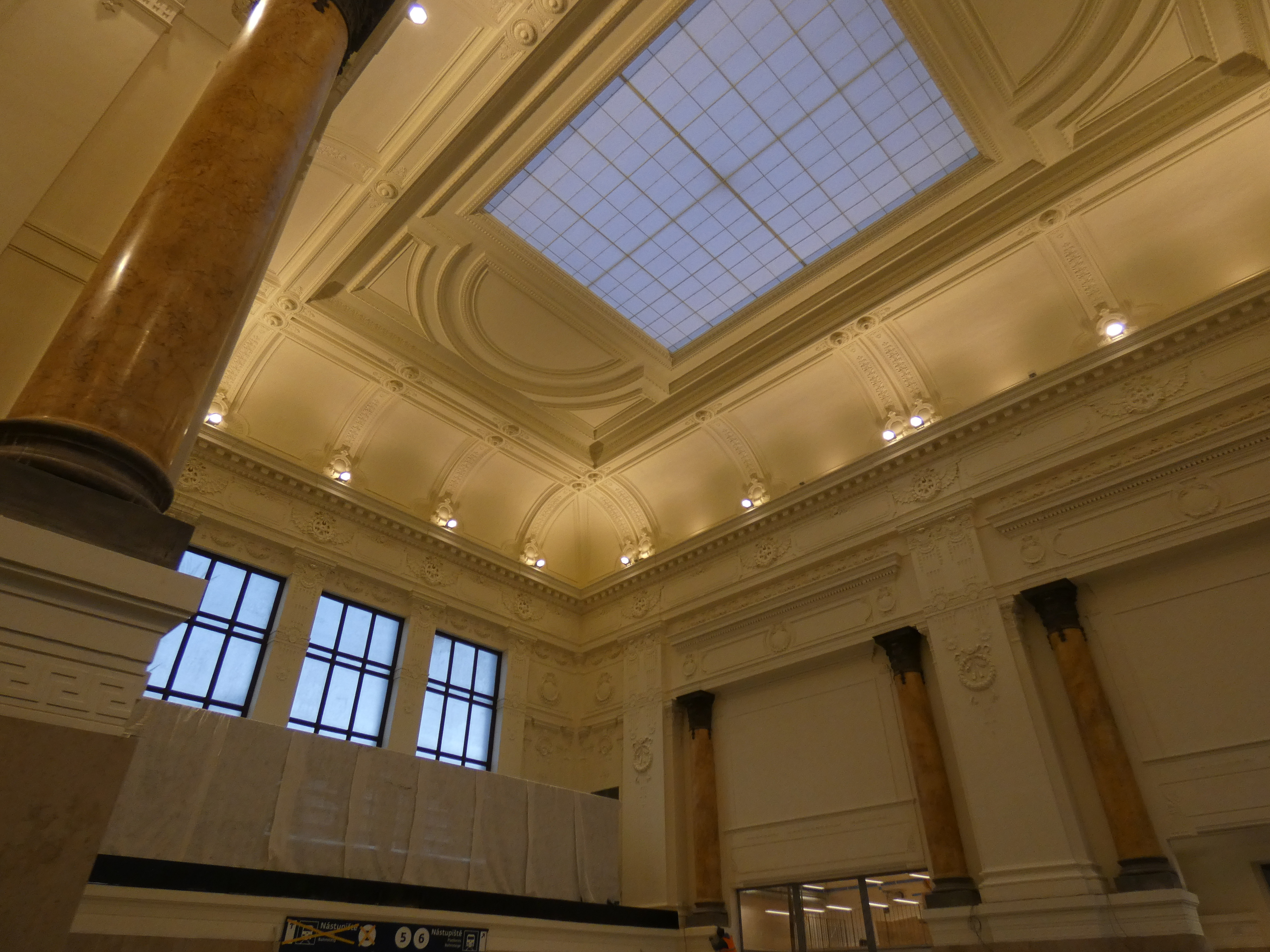
天井
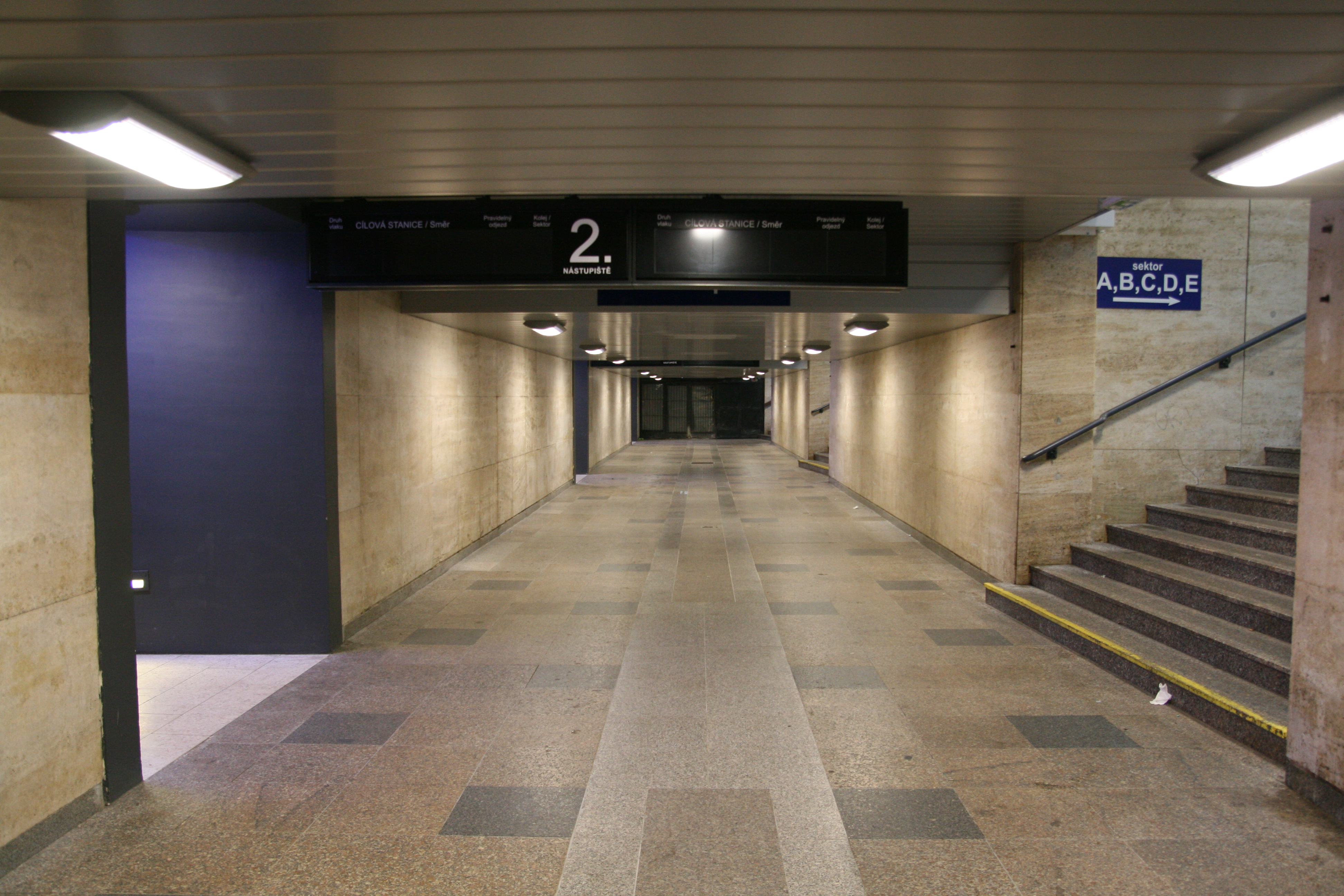
地下通路
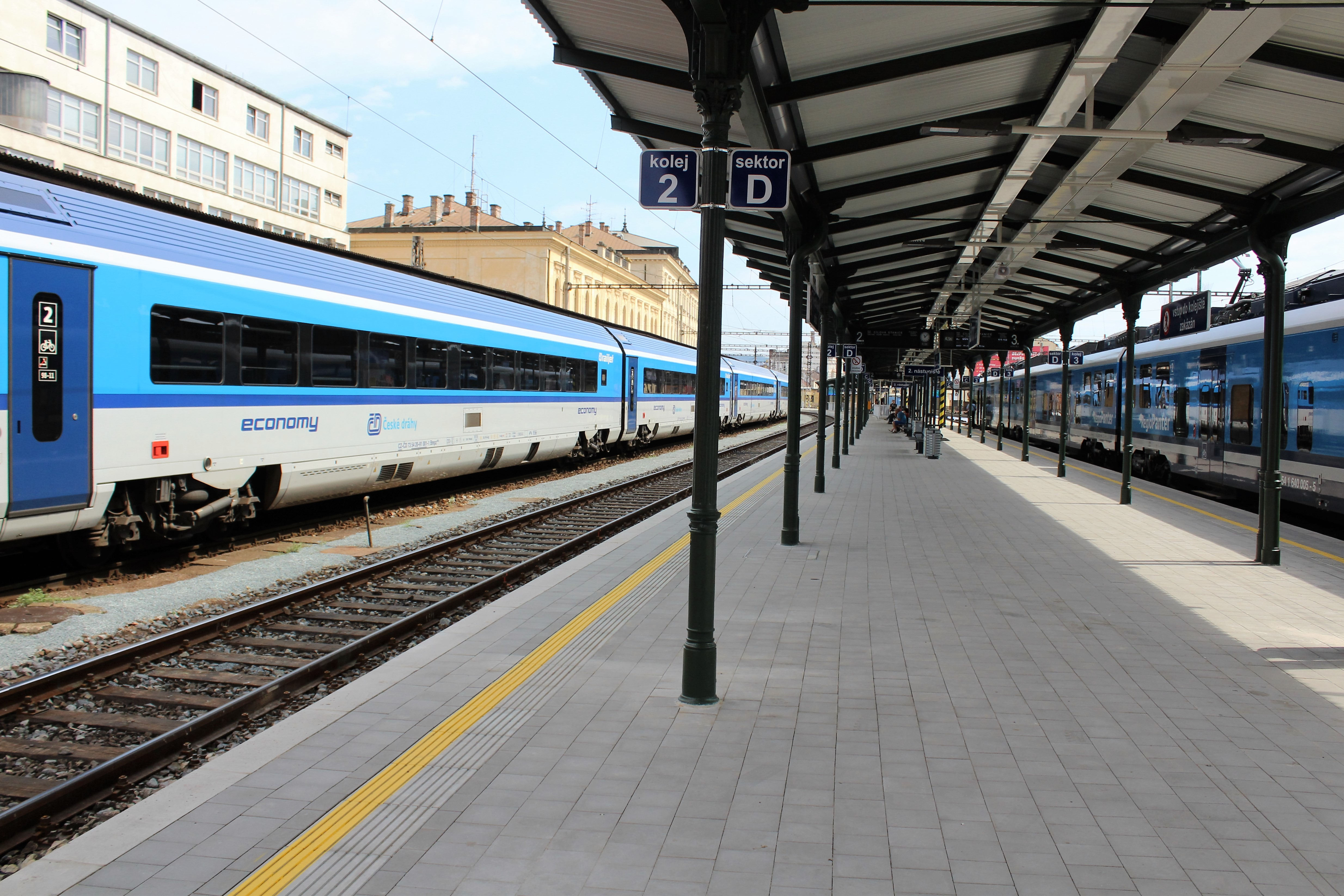
乗り場
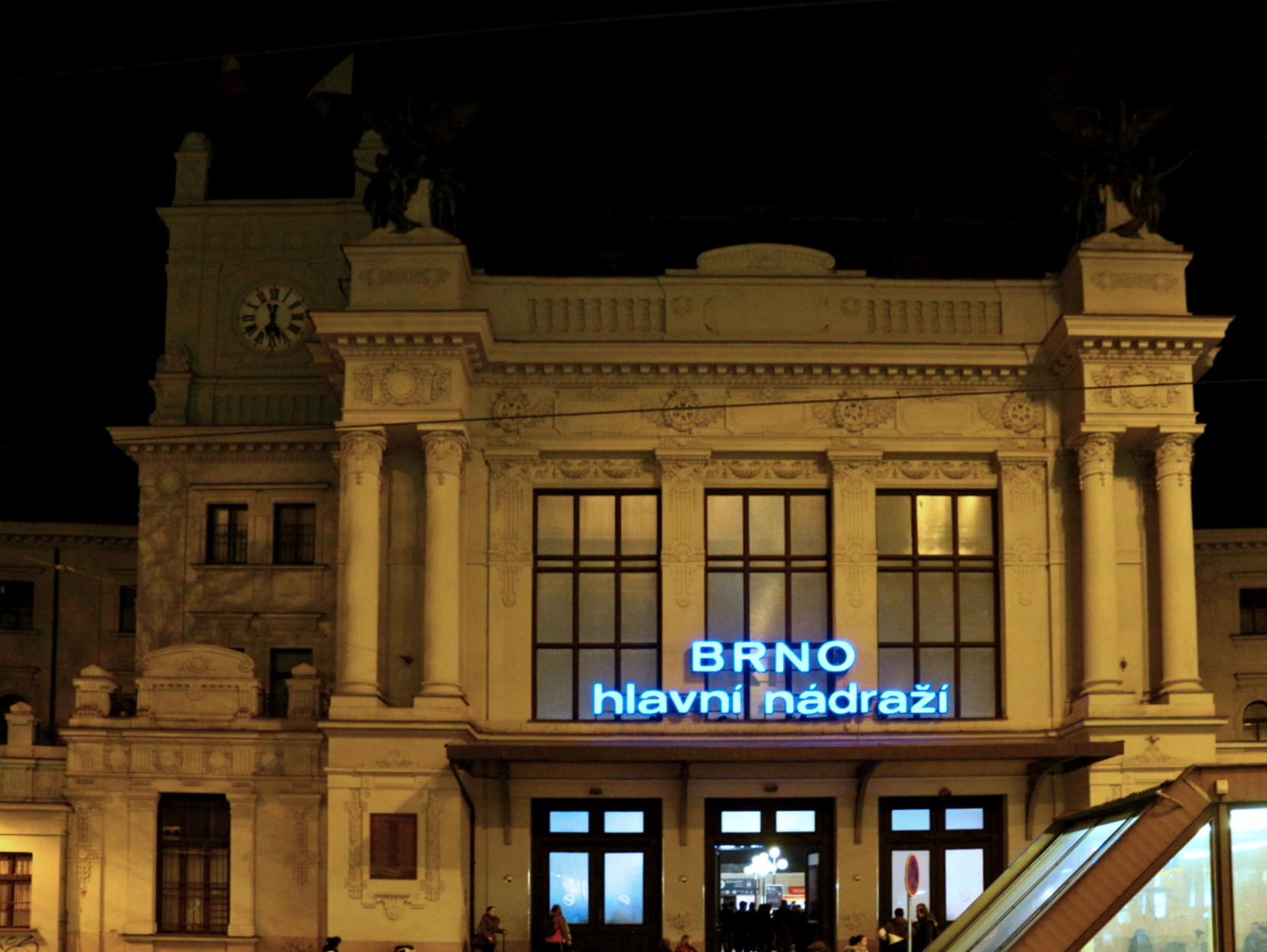
夜の駅舎